# Tocantínia
Tocantínia är en kommun i Brasilien.   Den ligger i delstaten Tocantins, i den centrala delen av landet, 700 km norr om huvudstaden Brasília. Antalet invånare är 6 598.
Omgivningarna runt Tocantínia är huvudsakligen savann. Runt Tocantínia är det mycket glesbefolkat, med 2 invånare per kvadratkilometer.